# 相撲用語一覧
相撲用語一覧（すもうようごいちらん）は、大相撲・相撲界の用語一覧である。

## 五十音順の一覧表

### あ行

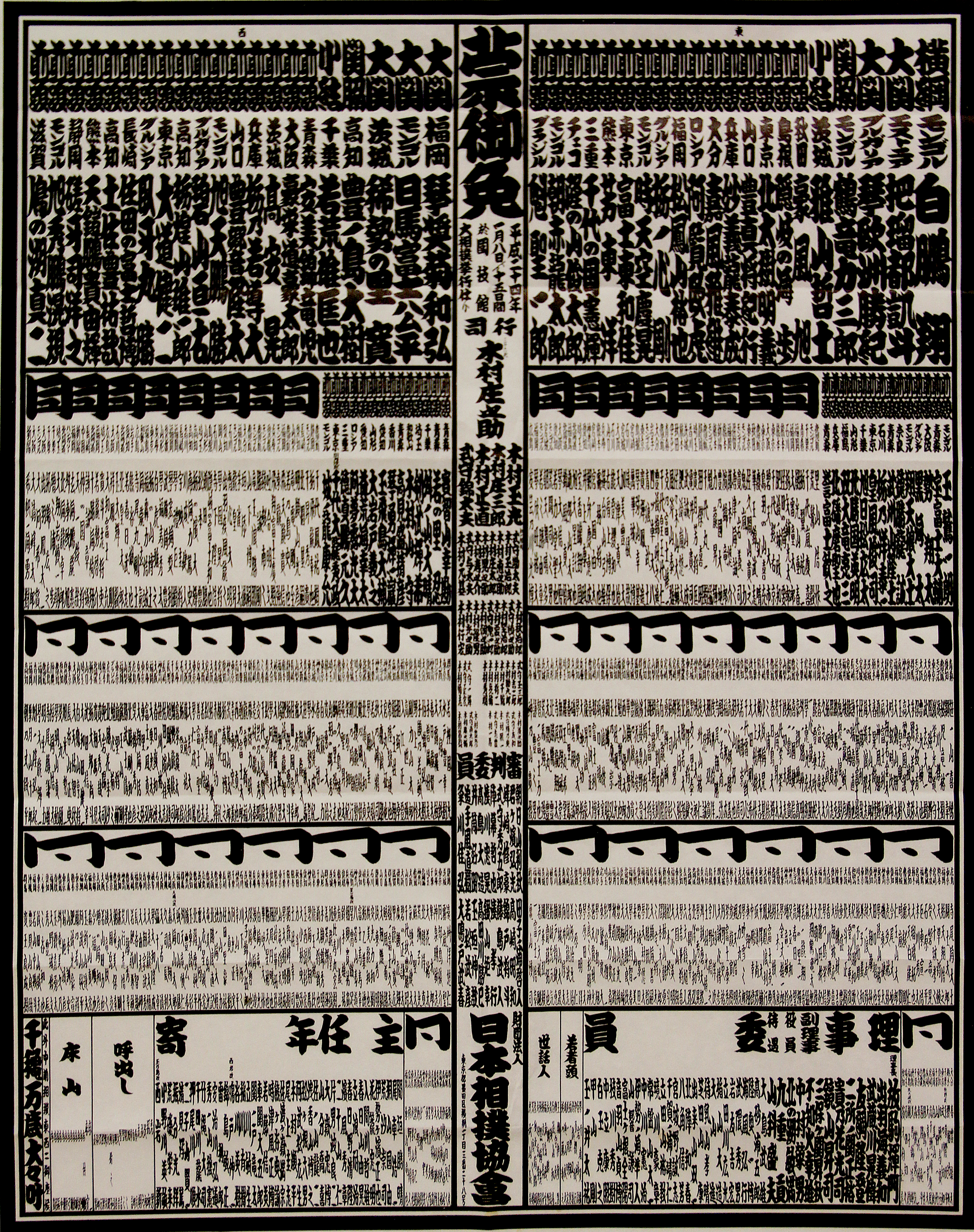
番付 (ばんづけ)

相星 - 合口 - 明荷（あけに） - あっぱ - 兄弟子勝ち - あまのさん - あんこ - あんま - 泉川 - 板番付 - 一代年寄 - 一番太鼓 - 一番出世 - 一門 - 痛み分け - いなす - 引退相撲 - うがい - 打止め - 打ち出し - 腕相撲 - えびすこ - 押し相撲 - おっつけ - 大銀杏 - 大頭 - 大相撲 - 大関 - 親方 - 恩返し - 女相撲

### か行
腕（かいな） - 腕をかえす - 型 - 搗ち上げ - 勝ち越し - がちんこ - 角界 - 角番 - 髪結 - かわいがり - がぶり - 神魂神社 - 閂（かんぬき） - 勧進相撲 - 敢闘賞 - 柝が入る（きがはいる） - 木戸番 (相撲) - 技能賞 - 決まり手 - 木村家（行司） - 木村庄之助 - 木村玉之助 - 給金相撲 - 行司 - 金星 - 禁じ手 - 糞袋が重い - 蔵前国技館 - 軍配 - 稽古 - 化粧廻し - 懸賞 - 興行 - 公傷制度 - 国技 - 国際相撲連盟 - ごっつあん - 小結 - 蒙御免（ごめんこうむる） - これより三役 - こんぱち

### さ行
下がり - 三賞 - 三段構え - 三段目 - 三段目付出 - 三役 - 志賀清林 - 式守伊之助 - 式守家（行司） - 四股 - 四股名 - 師匠 - 支度部屋 - 死に体 - 蛇の目の砂 - 注連縄 - 十枚目 - 十両 - 十両土俵入り - 殊勲賞 - 手刀 - 巡業 - 準年寄 - 勝負審判 -   女子相撲 - 初切（しょっきり） - 序二段 - 序ノ口 - 新相撲 - 新弟子検査 - しんない - スカす -相撲 - 相撲教習所 - 相撲健康体操 - 相撲研修道場 - 相撲甚句 -相撲神社 - 相撲取り - 相撲博物館 - 相撲部屋 - 摺り足（すりあし） - 座り相撲 - 上覧相撲 - セキタン - 関取 - 関脇 - 世話人 - 千秋楽 - そっぷ - 蹲踞（そんきょ）

### た行
当麻蹴速 - 当麻町相撲館 - 柝（たく） - 大横綱 - 台覧相撲 - 立合い - 立行司 - 太刀持 - たにまち -  溜席 - 俵 - 力紙 - 力水 - ちゃんこ - ちゃんこ鍋 - ちゃんこ番 - 注射 - ちょこれんぱん - 塵手水（ちりちょうず） - 突き相撲 - 付け人 - 露払 - 連相撲（つらずもう） - 手合（てあい） - 手刀（てがたな） - 手乞（てごい） - 手相撲 - 鉄砲 - 寺切り -天覧相撲 - 東西 - 東西角力協会 - 徳俵 - 床山 - 年寄 - 年寄名跡 - 飛び付き - 土俵 - 土俵入り - 土俵祭 - 止め名 -  巴戦 -取組 - 取り直し

### な行
中入 - 中剃り - 中日 - 鉈 - 西 - 二枚鑑札 - 二番太鼓 - 日本新相撲連盟 - 日本相撲協会 - 日本相撲協会錬成歌 - ヌケヌケ - 猫騙し - 根岸流 - 野見宿禰

### は行
端紙 - はっけよい - 八艘飛び - 八番相撲 - 花道 - 花相撲 - 花の○○組（花のニッパチ組、花のサンパチ組、花の六三組、花のゴーイチ組、花のロクイチ組、花のヨン組、花のイチイチ組） - 跳ね太鼓 - 張出 - 馬力 - 番付 - 番付表 - 半身（はんみ） - 東 - 一人相撲 - 鬢付油（びんつけあぶら） - 武家相撲 - 房 - 不浄負け - 不戦勝 -  ぶちかまし -  ぶつかり稽古 - 懐が深い - 触れ太鼓 - 部屋 - 星取表 - 褒賞金 - 最手（ほて） - 本場所 - 本割

### ま行
前頭 - 前相撲 - 前捌き - 前褌（まえみつ） - 幕内 - 幕下 - 幕下付出 - 髷（まげ） - 負け越し - 枡席 - 股割り - 待った - 廻し - 満員御礼 - 水入り - 褌（みつ） - 向正面 - 向給金 - 胸を出す - 虫眼鏡 - 物言い - 申し合い -もろ差し

### や行

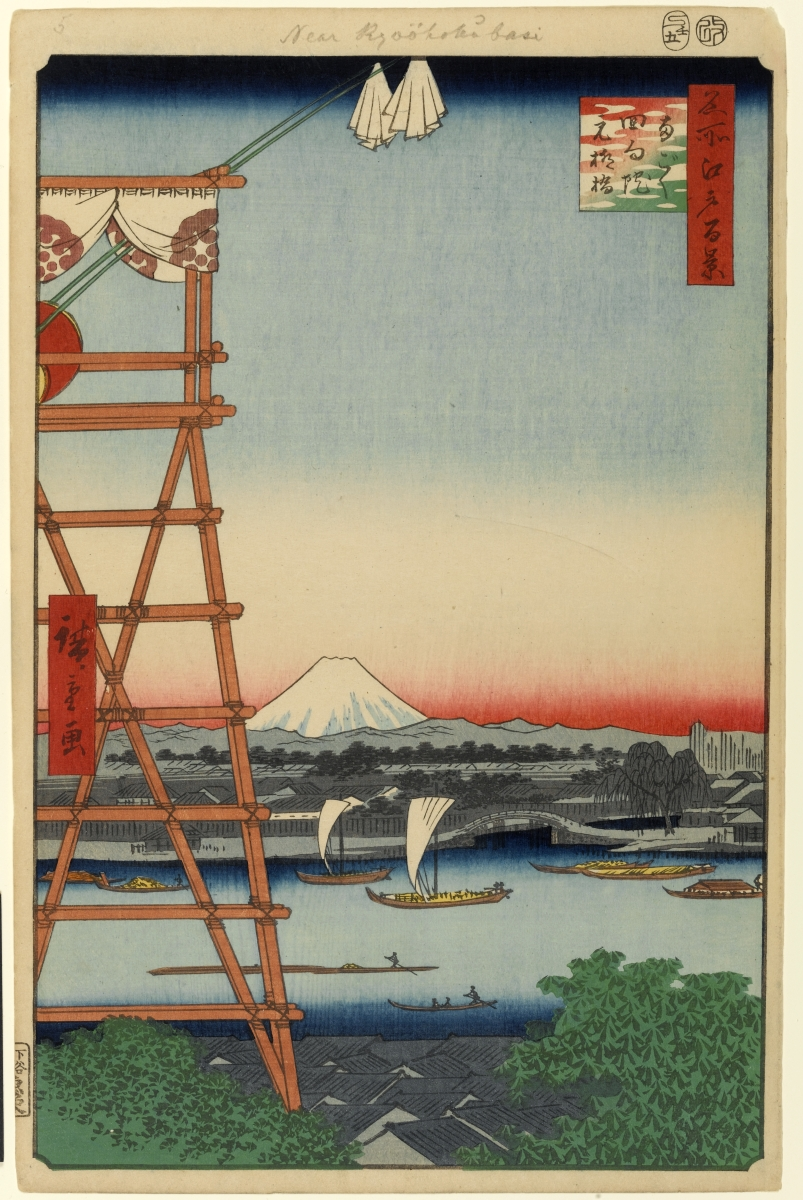
櫓太鼓

矢柄投げ - 櫓 - 櫓太鼓 - 家賃が高い - 山稽古 - 弓取式 - 横綱 - 横綱大関 - 横綱審議委員会 - 横綱土俵入り - 横褌（よこみつ） - 吉田司家 - 寄せ太鼓 - 四つ相撲 - 四つ身 - 呼出 - 寄り

### ら行
力士 - 力士会 - 両国国技館 - 連合稽古

### わ行
若者頭（わかいものがしら） - 割

## 参考
- ちゃんこ豆知識 八、お相撲言葉番付 - 相撲茶屋 恵大宛 公式サイト